# A Division 1971-1972 (Irlanda)
La stagione 1971-1972 è stata la cinquantunesima edizione della League of Ireland, massimo livello del calcio irlandese.

## Classifica finale
|  | Pos. | Squadra         | Pt | G  | V  | N | P  | GF | GS | DR  |
|  | ---- | --------------- | -- | -- | -- | - | -- | -- | -- | --- |
|  | 1.   | Waterford       | 44 | 26 | 21 | 2 | 3  | 66 | 35 | +31 |
|  | 2.   | Cork Hibernians | 40 | 26 | 19 | 2 | 5  | 70 | 17 | +53 |
|  | 3.   | Bohemians       | 37 | 26 | 16 | 5 | 5  | 45 | 24 | +21 |
|  | 4.   | Finn Harps      | 36 | 26 | 18 | 0 | 8  | 62 | 34 | +28 |
|  | 5.   | Shamrock Rovers | 28 | 26 | 12 | 4 | 10 | 52 | 41 | +11 |
|  | 6.   | St Patrick's    | 25 | 26 | 9  | 7 | 10 | 33 | 36 | -3  |
|  | 7.   | Dundalk         | 25 | 26 | 11 | 3 | 12 | 39 | 46 | -7  |
|  | 8.   | Cork Celtic     | 23 | 26 | 8  | 7 | 11 | 36 | 46 | -10 |
|  | 9.   | Shelbourne      | 22 | 26 | 6  | 8 | 12 | 30 | 37 | -7  |
|  | 10.  | Athlone Town    | 21 | 26 | 8  | 7 | 11 | 40 | 56 | -16 |
|  | 11.  | Drogheda        | 18 | 26 | 6  | 6 | 14 | 30 | 42 | -12 |
|  | 12.  | Drumcondra      | 16 | 26 | 5  | 6 | 15 | 24 | 52 | -28 |
|  | 13.  | Limerick        | 15 | 26 | 5  | 5 | 16 | 29 | 53 | -24 |
|  | 14.  | Sligo Rovers    | 14 | 26 | 4  | 4 | 17 | 34 | 71 | -37 |

Legenda:

         Campione d'Irlanda 1971-1972 e qualificata in Coppa dei Campioni 1972-1973
         Vincitrice della FAI Cup e qualificata in Coppa delle Coppe 1972-1973
         Qualificate in Coppa UEFA 1972-1973
         Scioglimento
Note:
Due punti a vittoria, uno a pareggio, zero a sconfitta.

## Statistiche

### Primati stagionali
| Record - Maggior numero di vittorie: Waterford (21) - Minor numero di sconfitte: Waterford (3) - Miglior attacco: Cork Hibernians (70) - Miglior difesa: Cork Hibernians (17) - Miglior differenza reti: Cork Hibernians (+53) - Maggior numero di pareggi: Shelbourne (8) - Minor numero di vittorie: Sligo Rovers (4) - Maggior numero di sconfitte: Sligo Rovers (17) - Peggiore attacco: Drumcondra (24) - Peggior difesa: Sligo Rovers (71) - Peggior differenza reti: Sligo Rovers (-37) |